# Mönchstraße 13 (Stralsund)
Das Gebäude Mönchstraße 13 ist ein denkmalgeschütztes barockes Wohnhaus in der Mönchstraße in Stralsund.

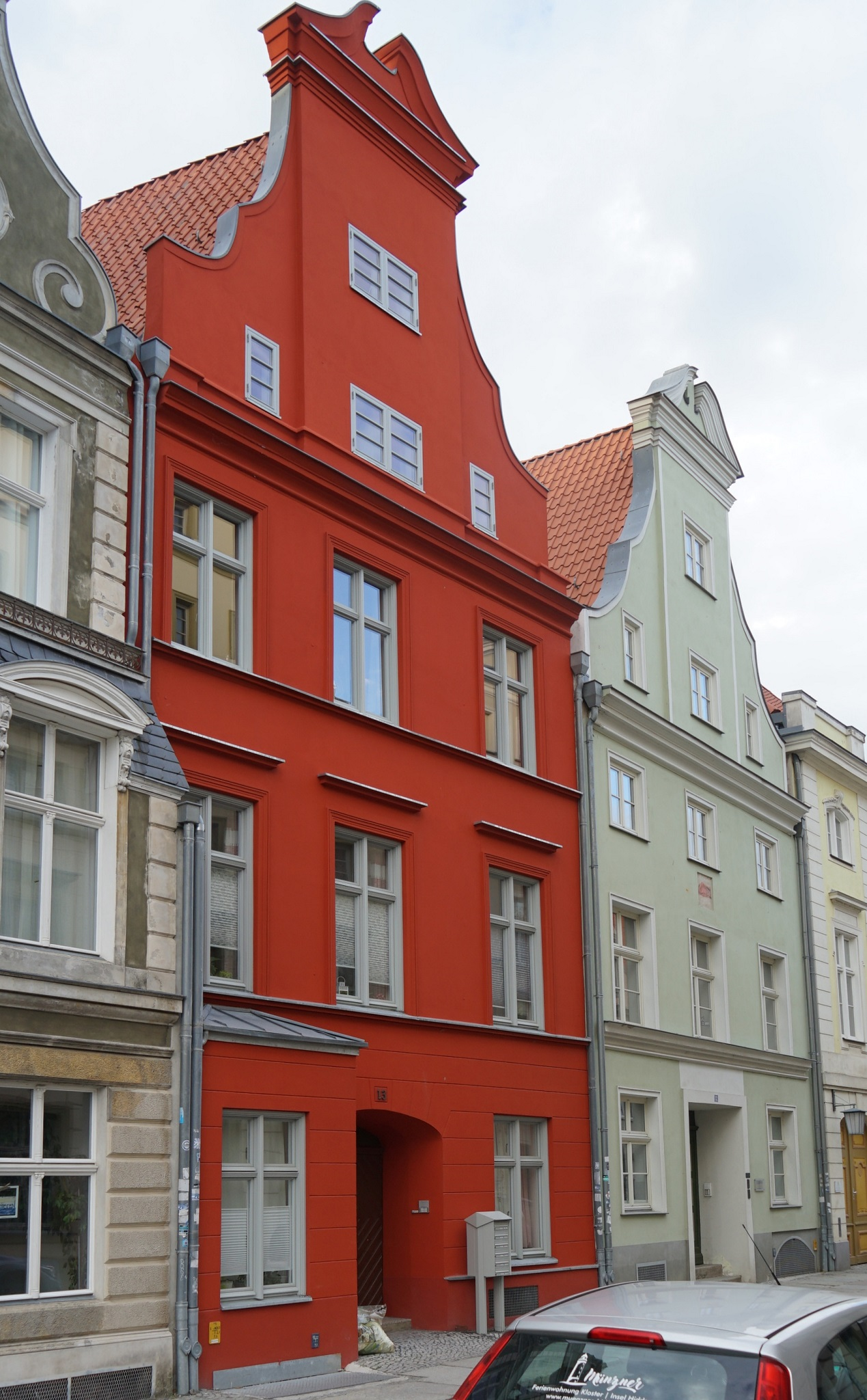
Stralsund, Wohnhaus Mönchstraße 13 (2022)

Das dreigeschossige, giebelständige Bauwerk mit drei Fensterachsen wurde Ende des 17. und Anfang des 18. Jahrhunderts errichtet. Eine erhaltene Stuckdecke stammt aus der Zeit um 1700. Das Hauptgesims, zwei Fenstergesimse und schlichte Verdachungen im ersten Obergeschoss gliedern die im Erdgeschoss genutete Fassade. Der geschwungene Giebel trägt einen gesprengtem Aufsatz. Das Portal steht mittig und zeigt einen Korbbogen.
Ein kleiner Vorbau an der linken Seite wurde in der zweiten Hälfte des 19. Jahrhunderts angefügt. Reste des mittelalterlichen Vorgängerbaus aus dem 13. Jahrhundert sind im Keller erhalten.
Das Haus steht im Kerngebiet des von der UNESCO als Weltkulturerbe anerkannten Stadtgebietes des Kulturgutes „Historische Altstädte Stralsund und Wismar“ und ist in die Liste der Baudenkmale in Stralsund eingetragen.